# Corinna (cratère)
Pour les articles homonymes, voir Corinna (homonymie).
Corinna est un cratère d'impact à la surface de Vénus. 
Le cratère a ainsi été nommé par l'Union astronomique internationale en 1994 en hommage à la poétesse grecque Corinne.  
Son diamètre est de 19,20 km. Il se situe dans la région du quadrangle de Mead (quadrangle V-21). 